# رازمیک اوهانیان
رازمیک اوهانیان رهبر گروه کُر و آهنگساز ارمنی‌تبار اهل ایران است.

## زندگی‌نامه
رازمیک اوهانیان در ۳ دوره به مدال طلا و عنوان نخست فستیوال موسیقی ارمنستان دست یافت. او در سال ۱۳۹۴ نشان درجه یک هنری را از رئیس‌جمهور ایران دریافت کرد. در سال ۱۳۹۶ رئیس‌جمهور ارمنستان با اهداء نشان درجه یک هنری ارمنستان (مدال موسس خورناتسی) به رازمیک اوهانیان از وی تقدیر نمود.

## فعالیت‌های هنری
از جمله فعالیت‌های هنری رازمیک اوهانیان به موارد زیر می‌توان اشاره کر:
رهبری گروه کر ارکستر سمفونیک تهران، رهبری گروه کر ارکستر سمفونیک صدا و سیما، رهبری گروه کر مؤسسه ارکستر ایران، رهبری گروه کر «سوان» ٬ رهبری گروه کر جوانان «آرپا» باشگاه آرارات٬ عضو هیئت داوران جشنواره بین‌المللی موسیقی فجر